# Джефферсон (запропонований штат США)
42° пн. ш. 122° зх. д. / 42° пн. ш. 122° зх. д.
Штат Джефферсон — запропонований американський штат, який охоплює суміжні, здебільшого сільські місцевості південного Орегону і Північної Каліфорнії. Було декілька спроб відокремити цю територію від Орегона і Каліфорнії.
Цей регіон на узбережжі Тихого океану є найвідомішим з-поміж кількох, що прагнули отримати назву на честь Томаса Джефферсона, третього президента США. Джефферсон, який направив експедицію Льюїса і Кларка у північно-західну частину Тихого океану 1803 року, мав на меті створення незалежної нації у західній частині Північної Америки, яку він охрестив «Тихоокеанською республікою».
Цей регіон охоплює більшу частину земель Північної Каліфорнії, за винятком Сан-Франциско та інших округів, на які припадає більшість населення Північної Каліфорнії.
Назва «Джефферсон» також використовувалась для інших запропонованих штатів: назву запропонували у 19 столітті для території Джефферсона (приблизно сучасна територія штату Колорадо), а також 1915 року в законопроєкті законодавчого органу Техасу про запропонований штат, створений з Техаського регіону Пангендл.
Якби пропозицію колись схвалили, столиця нового штату повинна була б визначатися конституційною конвенцією. Місто Вайріка, штат Каліфорнія, називалось тимчасовою столицею в оригінальному законопроєкті 1941 року, хоча Порт-Орфорд штату Орегон також розглядався. Деякі прихильники відродження також розглядали Реддінг у  Каліфорнії як потенційну столицю, хоча Реддінг не включили у всі версії пропозиції, а його міська рада 2013 року проголосувала за відмову від участі в русі за створення штату.

## Прапор і печатка
Поле прапора зелене, а жовте коло — Печатка штату Джефферсон: золотодобувна каструля з написом «Велика печатка штату Джефферсон». Також на прапорі є дві великі літери X, нахилені один від одного.
Два X відомі як «Подвійний хрест» і означають «почуття покинутості» обох регіонів центральними урядами штатів, як у Південному Орегоні, так і в Північній Каліфорнії.